# ヴュルツブルク市電GT-N形電車
ヴュルツブルク市電GT-N形電車（ヴュルツブルクしでんGT-Nがたでんしゃ）は、ドイツの都市・ヴュルツブルクの路面電車であるヴュルツブルク市電で使用されている電車。床上高さを抑えた超低床電車で、急勾配区間に対応するため全ての台車に動力が設置されている。

## 概要
1960年代から1970年代に導入された旧型電車の置き換えを目的に、シーメンスとリンケ＝ホフマンのコンソーシアムに発注が行われた車両。片運転台式の5車体連接車で、台車が設置された長さが短い車体が、台車が設置されていない車体（フローティング車体）を挟み込む構造になっている。床上高さは車内全体において350 mm、乗降扉付近は300 mmに抑えられており（低床構造）、台車は回転軸や車軸が存在しない独立車輪式台車となっている。これらは南部に存在する急勾配区間に対応するため全て動力台車となっており、各車輪の外側には出力45 kWの誘導電動機が設置されVVVFインバータ制御方式の制御装置による制御が行われる。また、この制御装置を始めとした大半の電気機器は屋根上に収納されている。

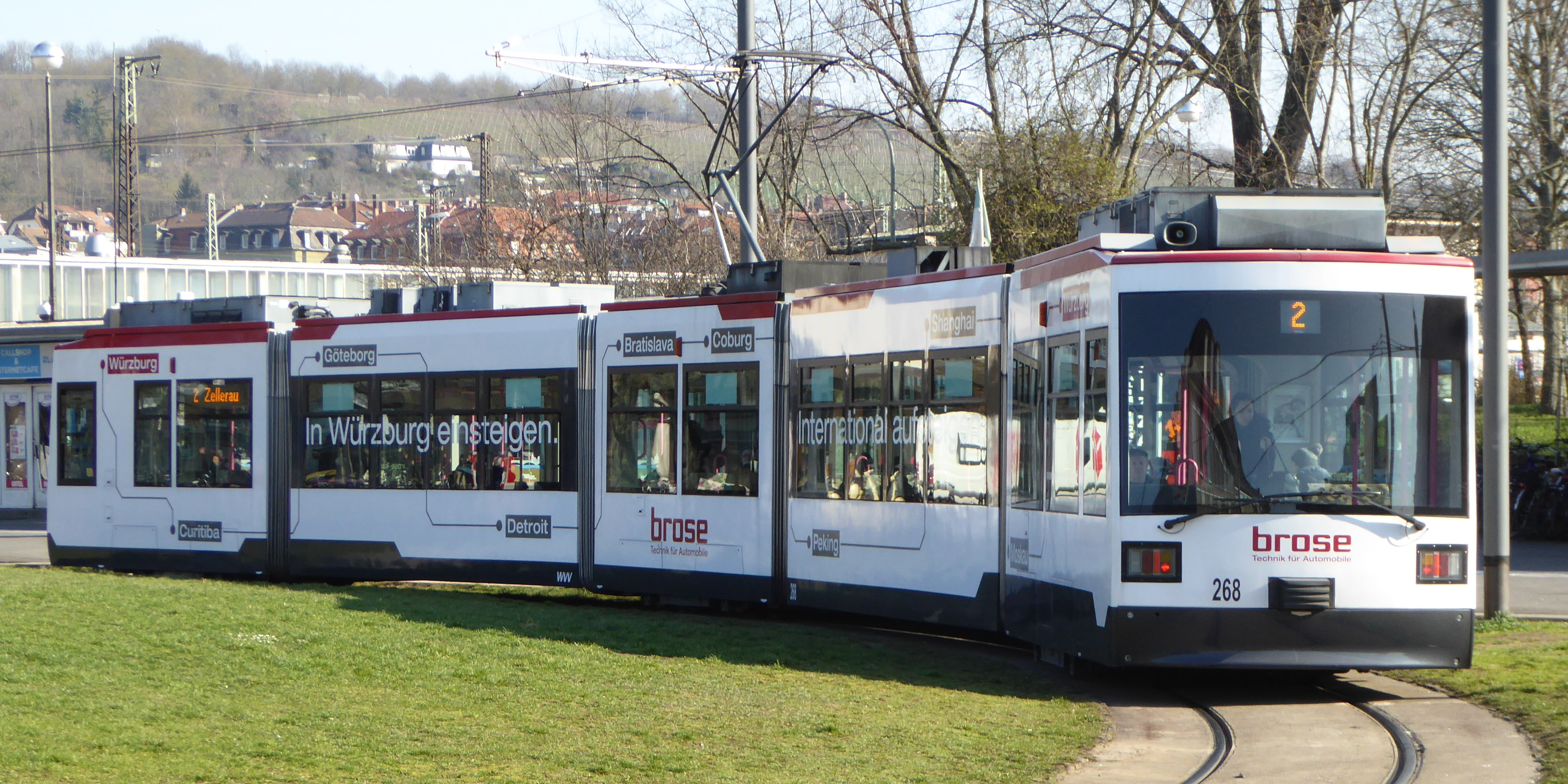
後方には運転台が無い（268）（2016年撮影）

1993年から1996年にかけて合計20両が導入され、ヴュルツブルク市電の各系統で使用されている。ただし、運行開始以降走行時の振動を始めとした不安定な挙動や台枠の亀裂など複数の問題が発生しており、2017年には大半の車両が運行から離脱し、旧型電車による代行運転が行われる事態が起きた。その後、2023年10月にも台枠の部品に技術的欠陥が発覚した事から同年11月以降全車が営業運転を休止する事態となり、代行バスの設定を含めた路面電車のダイヤにも影響が及んでいるが、原因箇所の修繕を終えた車両が翌2024年4月から試運転を実施しており、2025年までに全車の運用復帰が予定されている。

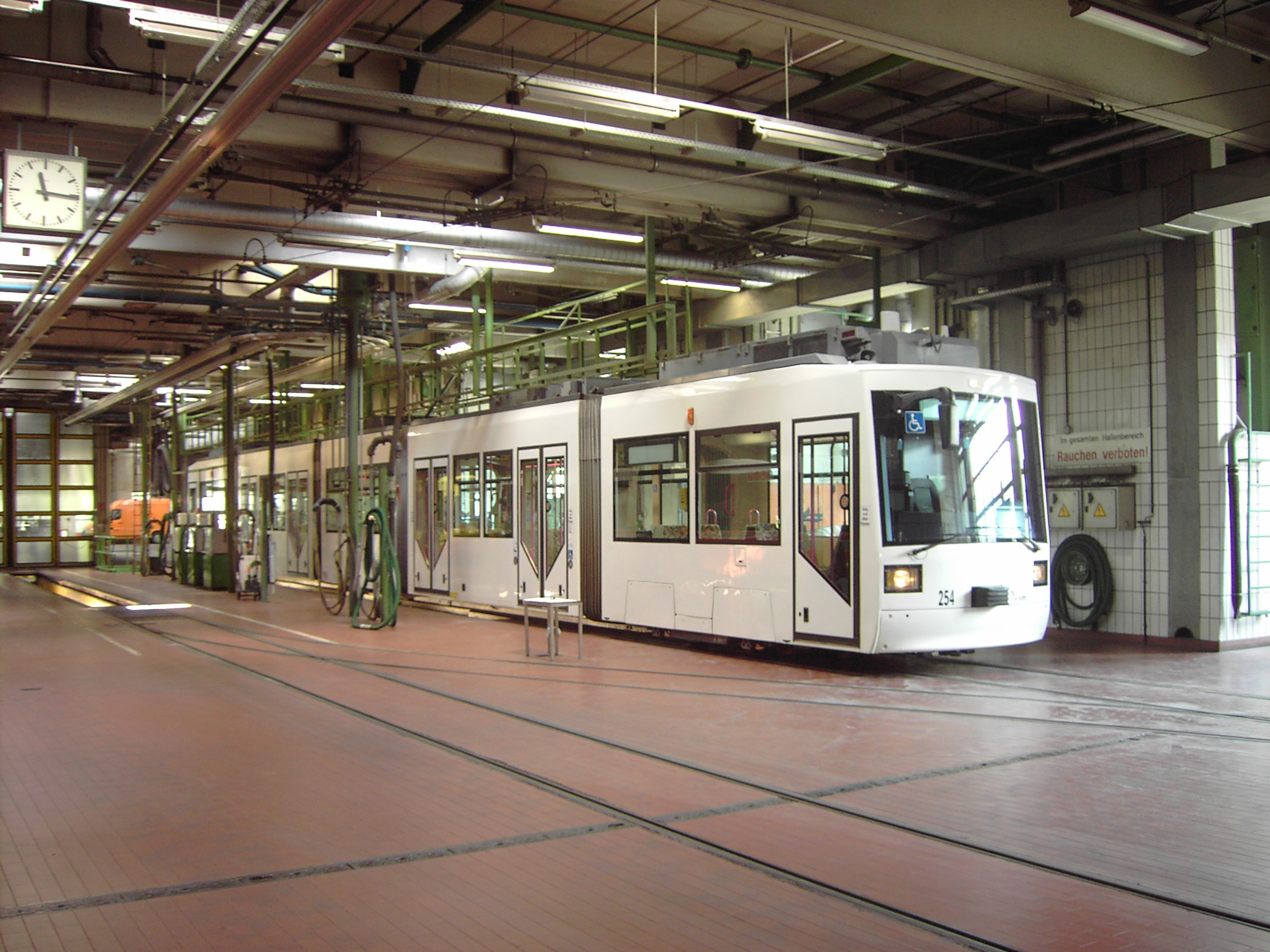
254（2006年撮影）
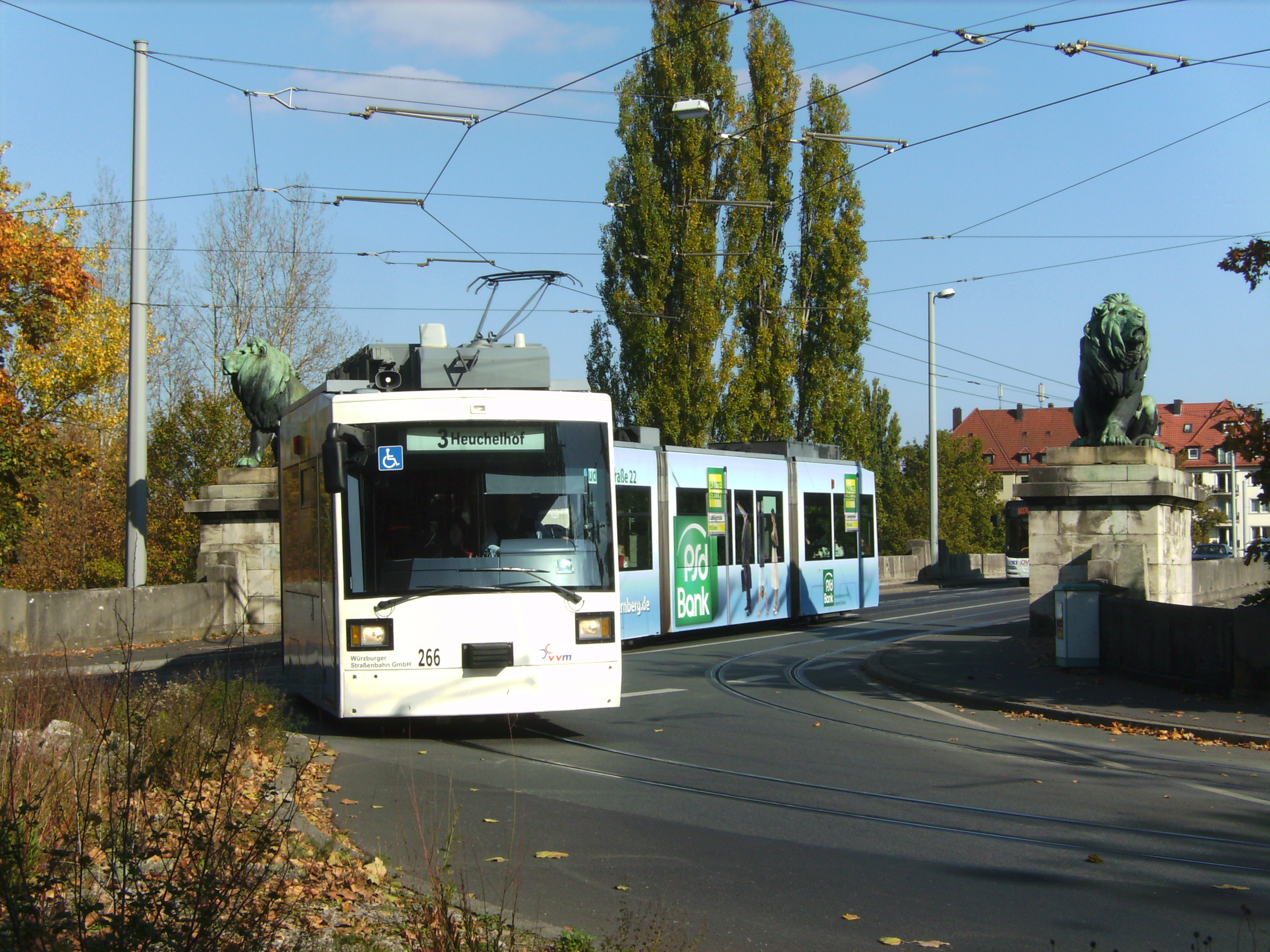
266（2007年撮影）